# Leroy Chiao
Leroy Chiao (chinesisch 焦立中, Pinyin Jiāo Lìzhōng; * 28. August 1960 in Milwaukee, Wisconsin, USA) ist ein ehemaliger US-amerikanischer Astronaut.
Chiao wurde in Wisconsin als Sohn chinesischer Immigranten geboren und wuchs ab 1967 in Kalifornien auf. Seine Eltern Tsu-Tao und Cherry Chiao waren Ende der 1950er Jahre von Taiwan in die Vereinigten Staaten ausgereist, um eine bessere Ausbildung als Chemiker zu erhalten.
1978 schloss Chiao in der kalifornischen Kleinstadt Danville die Monte Vista High School ab. An der University of California in Berkeley begann er ein Studium zum Chemotechniker und erwarb 1983 seinen Bachelor. Zwei Jahre später folgte am Campus Santa Barbara ein Master- und 1987 schließlich ein Doktorgrad.
Als promovierter Chemiker trat Chiao bei Hexcel für zwei Jahre eine Stelle bei einer der führenden Unternehmen für neue Werkstoffe an. In Kooperation mit dem Jet Propulsion Laboratory der NASA entwickelte er Spiegel für künftige Teleskope, die vollständig aus Polymeren bestehen. Im Frühjahr 1989 wechselte er an das bekannte Lawrence Livermore National Laboratory. Als Forschungsingenieur arbeitete er dort an neuen Verbundwerkstoffen.

## Astronautentätigkeit
Von den insgesamt 1945 Bewerbern, die sich für die 13. Astronautengruppe der US-Raumfahrtbehörde gemeldet hatten, wurden 23 ausgewählt und im Januar 1990 vorgestellt. Chiao war einer von 16 Missionsspezialisten, die die einjährige Grundausbildung im Sommer 1991 beendeten. Er hatte sich bereits für die 12. NASA-Gruppe gemeldet, war allerdings schon zu Beginn des Auswahlverfahrens abgewiesen worden. Bevor Chiao für seinen ersten Raumflug nominiert wurde, war er mit der Weiterentwicklung der Software für die Shuttle-Computer befasst.
Ab Oktober 1992 bereitete er sich auf STS-65 vor, ein Flug, der im Juli 1994 mit der US-Raumfähre Columbia durchgeführt wurde. Rund sieben Dutzend Experimente aus den Bereichen Biologie und Materialwissenschaften standen während des 15-tägigen Spacelab-Fluges auf dem Programm.
Wenige Monate nach seinem Jungfernflug wurde Chiao mit seinem nächsten Einsatz betraut: STS-72 war der erste Shuttle-Flug des Jahres 1996. Die Mannschaft fing einen zehn Monate zuvor gestarteten japanischen Satelliten ein und setzte für zwei Tage die Plattform OAST aus. In Vorbereitung auf die künftige Internationale Raumstation (ISS) unternahm Chiao zwei Weltraumausstiege (EVAs), um neue Verfahren für Arbeiten an der ISS zu erproben.
Aufgrund seiner Erfahrung bei den beiden Außenbordaktivitäten trainierte Chiao intensiv ab Sommer 1997 für Aufbau-EVAs an der Raumstation und wurde für die Mission STS-92 ernannt. Die Discovery brachte im Oktober 2000 die Gitterstruktur Z1 und den Kopplungsadapter PMA-3 zur ISS. Die Verantwortung für die erforderlichen Außenarbeiten lag in den Händen von Chiao, der selbst zweimal ausstieg und an der Station arbeitete.
Kurz darauf wurde Chiao der achten Langzeitbesatzung der ISS zugeteilt. Als Ersatzmann für Kommandant Foale bereitete er sich für einen sechsmonatigen Aufenthalt in der Erdumlaufbahn vor. Im Herbst 2002, ein Jahr vor dem Start von Foale, wurde Chiao mit ISS-Expedition 10 ein eigenes Kommando übertragen. Ursprünglich als dreiköpfige Besatzung geplant, wurden die ISS-Mannschaften nach der Columbia-Katastrophe im Februar 2003 neu zusammengestellt und bestanden nur noch aus zwei Mann. Chiao bildete mit Bordingenieur Scharipow aus Russland zunächst die Ersatzmannschaft von Expedition 9.
Im Oktober 2004 flogen beide mit Sojus TMA-5 zur Raumstation und arbeiteten dort für sechseinhalb Monate als zehnte Stammbesatzung und erste Crew, die ausschließlich aus Asiaten bestand. Beide Raumfahrer verließen zwei Mal die ISS: Ende Januar 2005 für siebeneinhalb Stunden und zwei Monate darauf für sechseinhalb Stunden. Die Rückkehr zur Erde erfolgte im April 2005.
Chiao, der seit Herbst 2003 mit Karen Chiao verheiratet ist, verließ nach über 15 Jahren im Dezember 2005 die US-Raumfahrtbehörde. Er lehrt heute an der Louisiana State University in Baton Rouge.